# Jennifer Lee
Jennifer Michelle Lee (East Providence, Rhode Island, 22 de octubre de 1971) es una guionista, directora y productora estadounidense, conocida por ser la directora y guionista de la película Frozen, con la que ganó el Óscar a mejor película animada. Ha participado en otras películas de Walt Disney Animation Studios, compañía dónde en la que actualmente ocupa el puesto de vicepresidenta creativa.

## Carrera

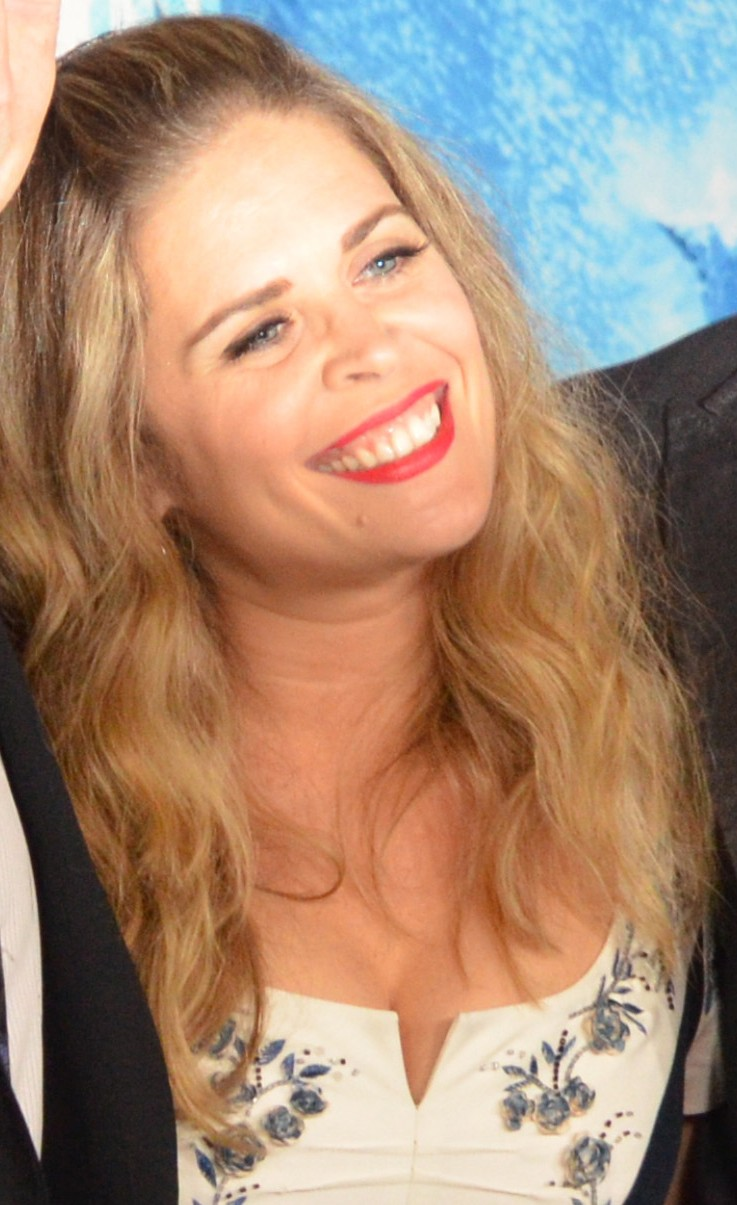
Escritora y Codirectora Jennifer Lee en la Premier Mundial de Disney's Frozen y El Capitan Theatre en 19 de noviembre de 2013.

Obtuvo un máster en bellas artes en la Universidad de artes de Columbia, dónde conoció a Phil Johnston, con quien escribió conjuntamente el guion de Wreck-It Ralph (Ralph el Demoledor en Hispanoamérica, ¡Rompe, Ralph! en España). Fue después elegida guionista para la película Frozen de Disney Animation, pero a finales del 2012, fue anunciada directora también de la misma junto a Chris Buck. Es considera la segunda mujer en dirigir una película animada de Walt Disney Pictures, después de Brenda Chapman, directora de Brave (Valiente en Hispanoamérica). Frozen acabó recaudando más de mil millones de dólares en taquillas, siendo una de las películas más taquilleras en la historia del cine.
En septiembre de 2014, se anunció que Lee y Buck se unirían de nuevo para codirigir el cortometraje Frozen Fever, que fue lanzado en marzo de 2015. En el mismo mes, anunciaron también una futura secuela de Frozen. Mientras tanto, Jennifer Lee escribió el guion de A Wrinkle in Time, basado en una novela de Madeleine L'Engle. La película se lanzó en marzo de 2018.
Lee fue nombrada vicepresidenta creativa de Walt Disney Animation Studios el 19 de junio de 2018.

## Inspiración
Es muy interesante mencionar que la misma Jennifer cuenta que su inspiración para escribir Frozen se basó en parte en su propia experiencia de vida, un alejamiento que tuvo con su hermana y posterior reconciliación. 
Menciona Lee que con Frozen busca inspirar a las personas y que venzan sus límites. 

## Filmografía

### Películas
| Año  | Película                     | Papel                           | Notas                       |
| ---- | ---------------------------- | ------------------------------- | --------------------------- |
| 2012 | Wreck-It Ralph               | Guionista                       |                             |
| 2013 | Frozen                       | Directora, Guionista, Historia  | Dirigida junto a Chris Buck |
| 2014 | Big Hero 6                   | Directora creativa              |                             |
| 2016 | Zootopia                     | Historia, directora creativa    |                             |
| 2016 | Moana                        | Directora creativa              |                             |
| 2018 | A Wrinkle in Time            | Guionista                       |                             |
| 2019 | Frozen 2                     | Directora, Historía, Guionista  | Dirigida junto a Chris Buck |
| 2021 | Raya y el último dragón      | Productora ejecutiva            |                             |
| 2021 | Encanto                      | Productora ejecutiva            |                             |
| 2023 | Wish: el poder de los deseos | Guionista, Productora ejecutiva |                             |

### Cortometraje
| Año  | Corto            | Papel                                      | Notas                       |
| ---- | ---------------- | ------------------------------------------ | --------------------------- |
| 2004 | A Thousand Words | Productora, Primera asistente de dirección | Corto                       |
| 2015 | Frozen Fever     | Directora, Guionista                       | Dirigido junto a Chris Buck |

## Premios y distinciones
Premios Óscar
| Año  | Categoría                   | Película | Resultado |
| ---- | --------------------------- | -------- | --------- |
| 2014 | Mejor película de animación | Frozen   | Ganador   |